# Locais de competição dos Jogos Olímpicos de Verão de 2024
Os Jogos Olímpicos de Verão de 2024, oficialmente conhecidos como "Jogos da XXXIII Olimpíada", são um evento multiesportivo internacional, realizados em Paris, França, entre os dias 26 de julho e 11 de agosto.
A maioria dos locais de competição estão ao redor na cidade de Paris e na sua Região Metropolitana e incluem as comunas de Saint-Denis, Le Bourget, Colombes (que foi o epicentro dos Jogos Olímpicos de Verão de 1924), Vaires-sur-Marne, Versailles e de Marselha (que é a subsede dos torneios de futebol e de vela). Lyon, Toulouse, Lille, Bordeaux, Nantes e a ilha de Taiti, na Polinésia Francesa, também estão como as subsedes do evento, com o último recebendo o Surfe. Tal estratégia é semelhante ao que foi adotado nos Jogos Olímpicos de Verão de 2008, quando as Arenas Equestres de Hong Kong (Beas River e Sha Tin) foram usadas para abrigar o Hipismo. Além disso, 9 locais serão temporários e apenas 3 foram construídos para o evento. Entre os locais temporários está o Campo de Marte, que recebe uma arena para o Boxe e as lutas, além da Torre Eiffel, que recebe uma arena para o Vôlei de Praia.
Ao contrário de outras edições em que as cerimônias de abertura e encerramento normalmente acontecem no principal estádio da cidade, a inauguração vai acontecer sob ás margens do Rio Sena, com os momentos protocolares no Trocadéro. O Stade de France, além de receber o Atletismo e o Rugby Sevens, fica apenas com a extinção dos jogos.